# Moeketsi Majoro
Pour les articles homonymes, voir Majoro.
Vous pouvez aider à l'améliorer ou bien discuter des problèmes sur sa page de discussion.
- Il ne cite pas suffisamment ses sources. Vous pouvez indiquer les passages à sourcer avec {{référence nécessaire}} ou {{Référence souhaitée}}, et inclure les références utiles en les liant aux notes de bas de page. (Marqué depuis janvier 2021)
- Son texte doit être wikifié : il ne correspond pas à la mise en forme Wikipédia (style, typographie, liens internes, liens entre les wikis, etc.). (Marqué depuis janvier 2021)

- Archive Wikiwix
- Bing
- Cairn
- DuckDuckGo
- E. Universalis
- Gallica
- Google
- G. Books
- G. News
- G. Scholar
- Persée
- Qwant
- (zh) Baidu
- (ru) Yandex
- (wd) trouver des œuvres sur Wikidata

Moeketsi Majoro (né le 3 novembre 1961 à Tsikoane, district de Leribe, au Basutoland) est un homme politique lesothien membre de la Convention de tous les Basotho (ABC).
Il prend ses fonctions de Premier ministre du Lesotho le 19 mai 2020. Il était auparavant ministre des Finances au cabinet de Tom Thabane de 2017 à 2020. Moeketsi Majoro représente la circonscription électorale de Thetsane n°33 à l'Assemblée nationale depuis son élection en 2017[réf. nécessaire]. Il était auparavant le ministre de la Planification du développement de 2013 à 2015 et sénateur[réf. nécessaire].

## Biographie
Il a obtenu un baccalauréat en économie de l'Université nationale du Lesotho et a obtenu un doctorat en économie des ressources naturelles et une maîtrise ès sciences en économie agricole de la Washington State University.
Moeketsi Majoro a été chargé de cours en économie à l'Université nationale du Lesotho entre 1991 et 2000. Il a rejoint le ministère des Finances en tant qu'analyste fiscal en 2000 et a occupé ce poste avant d'être promu secrétaire principal en 2004. Il a servi le Groupe Afrique 1 Groupe constitutif du Fonds monétaire international (FMI) en tant que directeur exécutif et directeur exécutif suppléant entre 2008 et 2012.
En janvier 2013, Moeketsi Majoro a été nommé ministre de la Planification du développement par le Premier ministre Tom Thabane. Il avait auparavant été nommé sénateur. Le gouvernement a été rejeté lors des élections générales de 2015. Aux élections générales de 2017, il a été élu député de la circonscription n ° 33 de Thetsane. Tom Thabane est revenu au poste de Premier ministre et l'a nommé ministre des Finances.
En 2020, Tom Thabane a subi des pressions pour démissionner en raison de sa participation présumée au meurtre de son ex-femme. Le 22 mars 2020, Moeketsi Majoro a été élu par le groupe ABC à l'Assemblée nationale comme successeur de Tom Thabane avec 26 voix sur 46. En plus de grandes parties de l'ABC et du Congrès démocrate, d'autres partis se sont engagés à former un gouvernement sous Majoro. Le 12 mai, Moeketsi Majoro a été annoncé comme le nouveau Premier ministre. Tom Thabane a annoncé sa démission le 18 mai. Moeketsi Majoro a prêté serment en tant que Premier ministre le 20 mai.
Moeketsi Majoro est marié et père de deux enfants.
Moeketsi Majoro a effectué son premier voyage international en tant que Premier ministre le 12 juin 2020 en Afrique du Sud et a rencontré le président Cyril Ramaphosa.